# Brachyptérolle à longue queue
Vous lisez un « article de qualité » labellisé en 2013.
Uratelornis chimaera
Genre
Espèce
Statut de conservation UICN

 VU A3cd : Vulnérable
 A3cd 
Le Brachyptérolle à longue queue (Uratelornis chimaera), unique représentant du genre Uratelornis, est une espèce d'oiseaux de la famille des Brachypteraciidae. Il est le seul brachyptérolle présentant un dimorphisme sexuel apparent, en l'occurrence des différences de plumages et de tailles. C'est un oiseau de taille moyenne avec une silhouette dodue et une longue queue. Les parties supérieures sont brun foncé avec des stries noires tandis que les parties inférieures sont gris clair. La gorge blanche est bordée de traits malaires noirs et d'une bande noire sur la poitrine, et une bande blanche s'étale un peu en dessous de l'œil. Des plumes bleu ciel sont visibles sur le bord des ailes et de la queue. L'oiseau crie rarement en dehors de la saison de reproduction, à l'exception de quelques cris territoriaux.
Ce brachyptérolle se nourrit principalement d'invertébrés, comme les fourmis, les coléoptères, les lépidoptères et les vers, qu'il trouve en fouillant dans l'épaisse litière des feuilles ou en guettant patiemment l'occasion d'attraper une telle proie. Ses ailes sont relativement courtes, de sorte que le Brachyptérolle à longue queue utilise essentiellement ses pattes pour se déplacer, au pas de course, à travers son habitat. C'est une espèce monogame, qui défend son territoire pendant la saison de reproduction qui s'étale d'octobre à janvier. L'espèce creuse un tunnel dans le sable, à l'extrémité duquel se trouve une chambre où il fait son nid sur des feuilles et des granules de terre. La femelle y pond deux à quatre œufs ; après l'envol des poussins, les oiseaux continuent à vivre en groupes familiaux au moins jusqu'en février avant de se disperser plus largement.
Le Brachyptérolle à longue queue est endémique des forêts épineuses et arides proches de la côte sud-ouest de Madagascar. Ses densités de population sont extrêmement faibles dans tout son habitat. Cette espèce a besoin d'ombre et d'une épaisse couche de feuilles, et elle est absente de certaines parties de la forêt épineuse dépourvues de ces habitats. Aucune sous-espèce n'est distinguée, et le plus proche parent de l'espèce est le Brachyptérolle écaillé (Geobiastes squamiger). Le Brachyptérolle à longue queue est une espèce considérée comme « vulnérable » par l'Union internationale pour la conservation de la nature car menacée dans son environnement : les forêts épineuses arides dans lesquelles elle vit n'étant pas protégées par le gouvernement malgache, son habitat est progressivement détruit au profit de l'agriculture sur brûlis, la production de charbon de bois et l'exploitation forestière. De plus, ce brachyptérolle est chassé par les peuples indigènes de Madagascar.

## Description

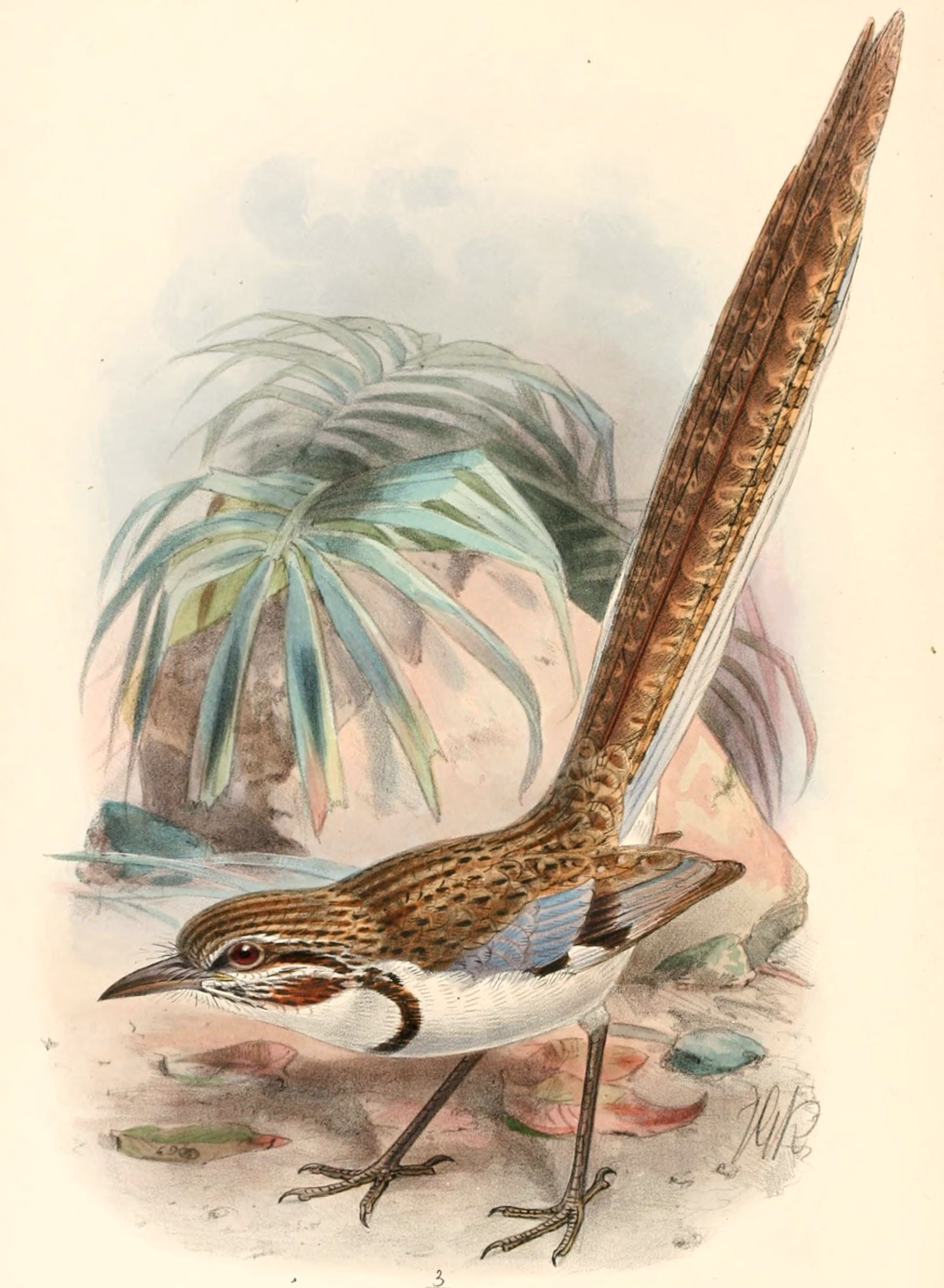
Dessin de John Gerrard Keulemans, publié dans le volume suivant celui contenant la description originale par Walter Rothschild.

Le Brachyptérolle à longue queue est le seul de sa famille à présenter un dimorphisme sexuel apparent. Son apparence très distinctive le rend reconnaissable de loin, avec sa silhouette rondelette et sa longue queue. L'oiseau mesure de 34 à 47 centimètres de longueur, dont jusqu'à 30 centimètres de queue, ce qui en fait la plus longue queue des brachyptérolles,. Les ailes sont courtes, les pattes longues et brun rosâtre. Le mâle a une calotte chamois ou sable et les parties supérieures brun foncé avec des stries noires. Le sourcil est d'une couleur chamois pâle, tandis que les parotiques sont de couleur brune. Les yeux sont bruns, tandis que le bec court et fort est noir,. Sa langue est longue avec une pointe en pinceau l'aidant à capturer les insectes dont il se nourrit. Une bande blanche remplit l'espace sous-mustacien en partant de la base du bec, et est entourée de brun et de traits malaires noirs. Ces traits malaires et la bande noire du haut de la poitrine encadrent une gorge blanche. La queue est marquée de 15 à 20 barres brun sombre, tandis que les rectrices extérieures sont bleu ciel, couleur qui est également présente sur les couvertures alaires. En vol on remarque deux bandes noires et blanches sur les rémiges primaires et secondaires. Les parties inférieures sont d'un gris clair et la poitrine blanche. Les doigts sont zygodactyles, avec le premier et le quatrième doigt tournés vers l'extérieur et les deux du milieu tournés vers l'intérieur. La femelle ressemble au mâle, mais est plus petite, avec la bande sur la poitrine plus étroite et une queue plus courte,. Elle perd sa longue queue lors de la nidification. Les juvéniles des deux sexes sont plus ternes que la femelle adulte, en particulier au niveau des bandes noires sur la poitrine, du cou et des yeux.

## Écologie et comportement
Le Brachyptérolle à longue queue est un oiseau timide et furtif qui se fige ou s'enfuit quand il se sait vu. Comme les ailes courtes le laissent à penser, l'oiseau vole rarement, mais il est un bon coureur. Bien que largement terrestre, il dort dans les arbres et les buissons bas, et chante sur des perchoirs peu élevés. Le Brachyptérolle à longue queue est une espèce solitaire en dehors de la saison de reproduction. Il est diurne mais, fait inhabituel pour un brachyptérolle, il lui arrive de chercher sa nourriture la nuit. Quand il crie, il agite sa tête et soulève sa queue ; il soulève également celle-ci quand il est excité.

### Vocalisations
Bien que cette espèce soit généralement silencieuse, le Brachyptérolle à longue queue vocalise pendant la saison de reproduction, produisant un ululement, un tu-tuc soudain ou un doux boo,,. L'ululement est grave et produit depuis un perchoir, de 2 à 6 mètres au-dessus du sol, au crépuscule ou la nuit. Le son porte sur une distance d'au moins 200 mètres et peut servir à attirer un partenaire ou à défendre un territoire. L'oiseau remue sa queue tout en poussant ce cri. Le cri territorial est une série de douces notes en Boo, généralement six à dix décroissant en volume vers la fin. Un autre cri territorial est une série de gloussements en tu-tuc durant entre 10 et 40 secondes qui se termine parfois par un fort claquement produit par les ailes,. Ce cri est poussé lorsque les oiseaux sont proches les uns des autres, sur le sol ou sur des perchoirs bas, et ne porte pas sur de longues distances. La production de claquement en s'aidant des ailes est un phénomène rare chez les oiseaux, et une seule autre famille de l'ordre des Coraciiformes, celle des Todidae, est connue pour le faire. Les cris de contact sont des gu échangés entre les partenaires.

### Alimentation
Cet oiseau se nourrit presque exclusivement au sol, où il alterne entre l'attente vigilante d'une proie et la recherche active de celle-ci en fouillant dans la profonde litière de feuilles mortes. Il consomme une grande variété d'invertébrés, comme les fourmis, les coléoptères, les lépidoptères, les blattes, les criquets, les cloportes et les vers ; il attrape parfois de petits vertébrés. Malgré ses mauvaises capacités de vol, on a vu le Brachyptérolle à longue queue attraper des papillons en plein vol.

### Reproduction

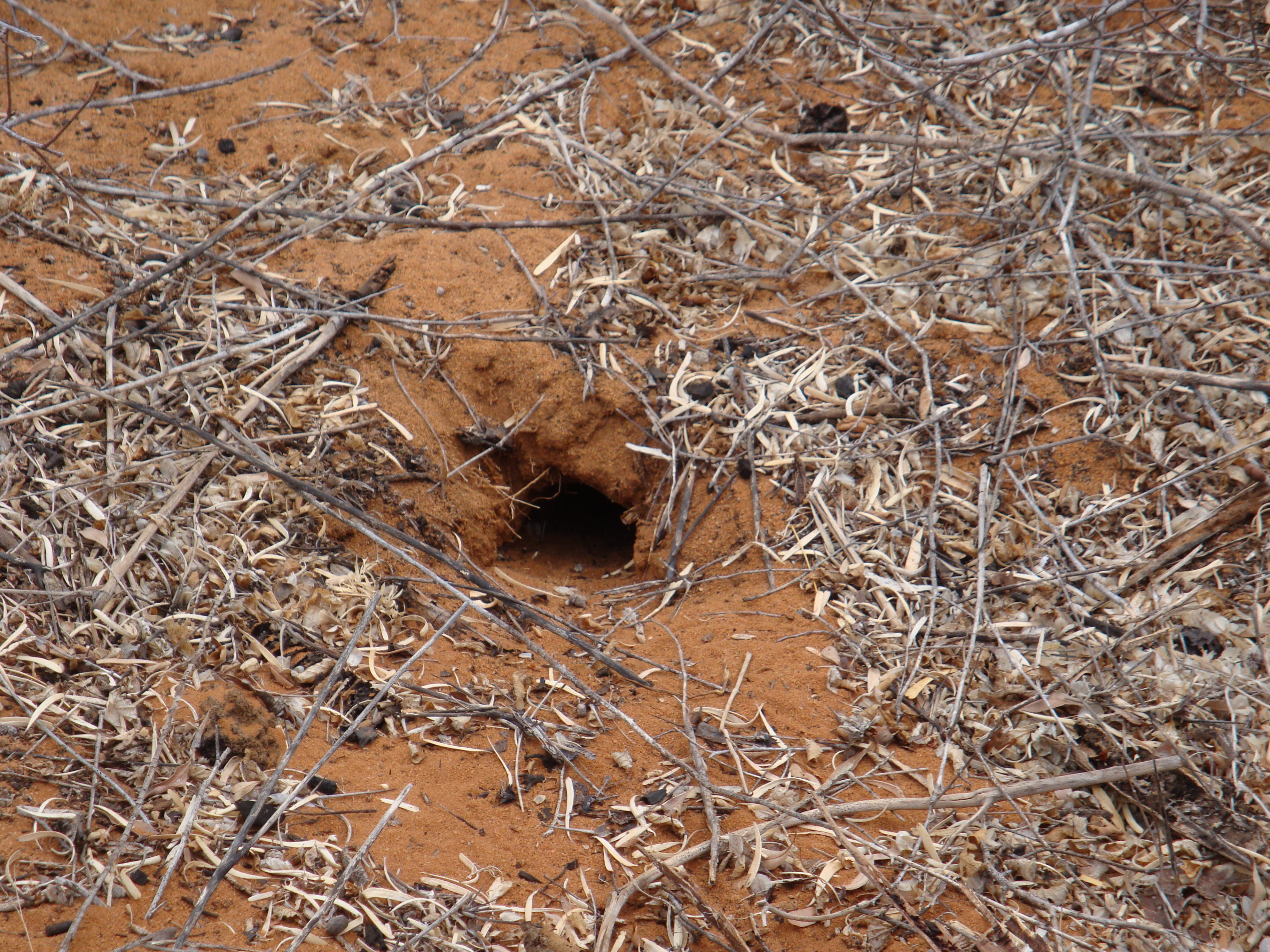
Entrée du tunnel d'un nid de Brachyptérolle à longue queue.

La saison de reproduction coïncide avec la saison des pluies, qui dure d'octobre à janvier. Au cours de la saison de reproduction, l'oiseau change ses habitudes solitaires pour trouver un partenaire, avec lequel il entretient une relation monogame. Les mâles forment des territoires au cours de la saison de reproduction, et le défendent par leurs cris. Ces cris sont émis à partir d'un perchoir, jusqu'à six mètres du sol, pendant une heure après le lever du soleil et de temps en temps tout au long de la journée et de la nuit. Pendant la parade nuptiale, les mâles ont été observés nourrissant la femelle.
Le mâle et la femelle utilisent bec et pattes pour creuser un tunnel dans une zone sablonneuse plate et solide, et construisent le nid au bout de celui-ci,,. Le terrier, toujours construit loin du tapis végétal, descend dans le sol et mesure entre 0,8 et 1,2 mètre de long avec un diamètre de 8 cm. La fin du tunnel s'élargit en une chambre de 20 cm de large, dont le sol est couvert de feuilles sèches et de granules terreux. En creusant son nid, le Brachyptérolle à longue queue se promène de temps en temps sous une branche basse, lève sa tête, et, tout en restant immobile, émet un crescendo de ses cris en tu-tuc. Le crescendo atteignant son apogée, l'oiseau arrête ses cris et s'envole sur la branche au-dessus, tout en produisant un « bruit de déchirement et de craquement », avec ses battements d'ailes. Depuis son perchoir l'oiseau émet ensuite une série de notes en boo. On croit que ce comportement fait partie d'un rituel de séduction. Chaque couple creuse un à six terriers de nidification pendant la saison de reproduction, mais n'en utilise qu'un.
Entre octobre et janvier, avec un pic en novembre, la femelle pond deux à quatre œufs blancs et lisses, généralement deux,. La période d'incubation et l'âge à l'envol de cette espèce sont inconnus. Après l'envol des jeunes, les oiseaux continuent de vivre en famille comptant quatre à cinq individus jusqu'à environ février, période à laquelle la famille se disperse.

## Répartition et habitat

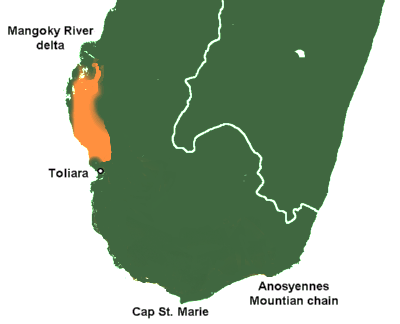
En orange, distribution approximative de l'espèce au sud-ouest de Madagascar.

Le Brachyptérolle à longue queue est endémique de Madagascar, et habite une étroite bande près de la côte sud-ouest de l'île. Cette bande est bordée par le fleuve Mangoky au nord, la rivière Fiherenana au sud, et par des plaines et des collines à l'est. Son aire de répartition couvre près de 10 500 km2. L'espèce est cependant extrêmement rare dans cette vaste zone, avec des densités de l'ordre de 0,8 à 10 individus au kilomètre carré. Il vit depuis le niveau de la mer jusqu'à 100 mètres d'altitude. Le Brachyptérolle à longue queue ne migre pas, mais se disperse probablement sur une plus large surface en dehors de la saison de reproduction.
Cette espèce se rencontre dans les habitats mêlant les broussailles xérophytes des zones sub-arides et les forêts de feuillus qui reçoivent en moyenne 500 millimètres d'eau seulement par an et au sol sablonneux. Les plantes dominantes des forêts épineuses malgaches appartiennent aux familles des Didiereaceae (surtout Didierea madagascariensis) et des Euphorbiaceae (Euphorbia stenoclada en particulier). Les baobabs sont également répandus dans son habitat. On croyait autrefois que le Brachyptérolle à longue queue préférait les habitats forestiers intacts et ne tolérait que de petites perturbations. Il préfère en réalité un habitat dégradé, mais la présence d'ombre est nécessaire, et l'espèce n'est pas présente dans l'habitat déboisé ou sur les dunes sans ombre qui prédominent dans son aire de répartition,.

## Systématique et taxinomie
Le Brachyptérolle à longue queue est décrit par le banquier et naturaliste britannique Walter Rothschild en 1895 sous le protonyme de Uratelornis chimaera. Rothschild publie sa description dans Novitates Zoologicae, le périodique de son musée privé. L'espèce est actuellement placée dans la famille des Brachypteraciidae, comprenant cinq espèces de brachyptérolles,. Cette famille ainsi que les Leptosomidae et les Coraciidae étaient cependant autrefois placées dans une seule et même famille, celle des Coraciidés, dans laquelle chacun des trois groupes formait une sous-famille,. En 1971, Joel Cracraft propose une famille distincte pour les brachyptérolles en raison des différences considérables de comportements, du plumage et de l'anatomie post-crânienne entre les groupes. Cette position est appuyée par des preuves ADN. Il a été suggéré, mais cette hypothèse n'est pas largement acceptée, que les brachyptérolles soient étroitement liés aux Bucconidae (tamatias et barbacous) et aux Galbulidae (jacamars),. On pense que l'ancêtre du Brachyptérolle à longue queue est un brachyptérolle arboricole qui a colonisé Madagascar depuis l'Afrique et qui a développé un mode de vie terrestre avant de passer de la forêt tropicale aux zones arides. La longue queue et les longs tarses du Brachyptérolle à longue queue, adaptés à son habitat, ont poussé Rothschild à créer le genre monotypique Uratelornis lors de sa description de l'espèce,. Le nom de genre provient de Atelornis, auquel est rajouté le préfixe « ur- », du grec ancien οὐρά (ourá) signifiant « queue » ; la dénomination spécifique, chimaera, fait référence à la chimère, animal composite et monstre de la mythologie grecque. Aucun fossile n'a été trouvé pour ce genre, et l'analyse génétique suggère que le plus proche parent de cette espèce est le Brachyptérolle écaillé (Geobiastes squamiger). Aucune sous-espèce n'est reconnue,,.

## Le Brachyptérolle à longue queue et l'Homme

### Relation avec les humains
Les malgaches locaux croient à tort, étant donné que cet oiseau est remarquablement silencieux et difficile à voir en dehors de la saison de reproduction, que le Brachyptérolle à longue queue hiberne dans son terrier. Bien que n'étant pas particulièrement goûteuse, cette espèce est chassée pour être consommée en raison de sa relative grande taille et de sa relative facilité de capture par rapport aux oiseaux arboricoles. Au début du XXe siècle, ce brachyptérolle a été chassé par des bergers avec des sarbacanes ; durant les années 1950 et 1960, les natifs prenaient au piège cette espèce en excavant son nid souterrain.
Cet oiseau est présent sur plusieurs timbres de Madagascar, ensuite réutilisés par les Terres australes et antarctiques françaises. En 2009 un seul zoo, le parc ornithologique de Walsrode en Allemagne, est connu pour abriter cette espèce. Il est considéré par les ornithologues comme l'un des oiseaux les plus insaisissables du monde.

### Menaces et conservation

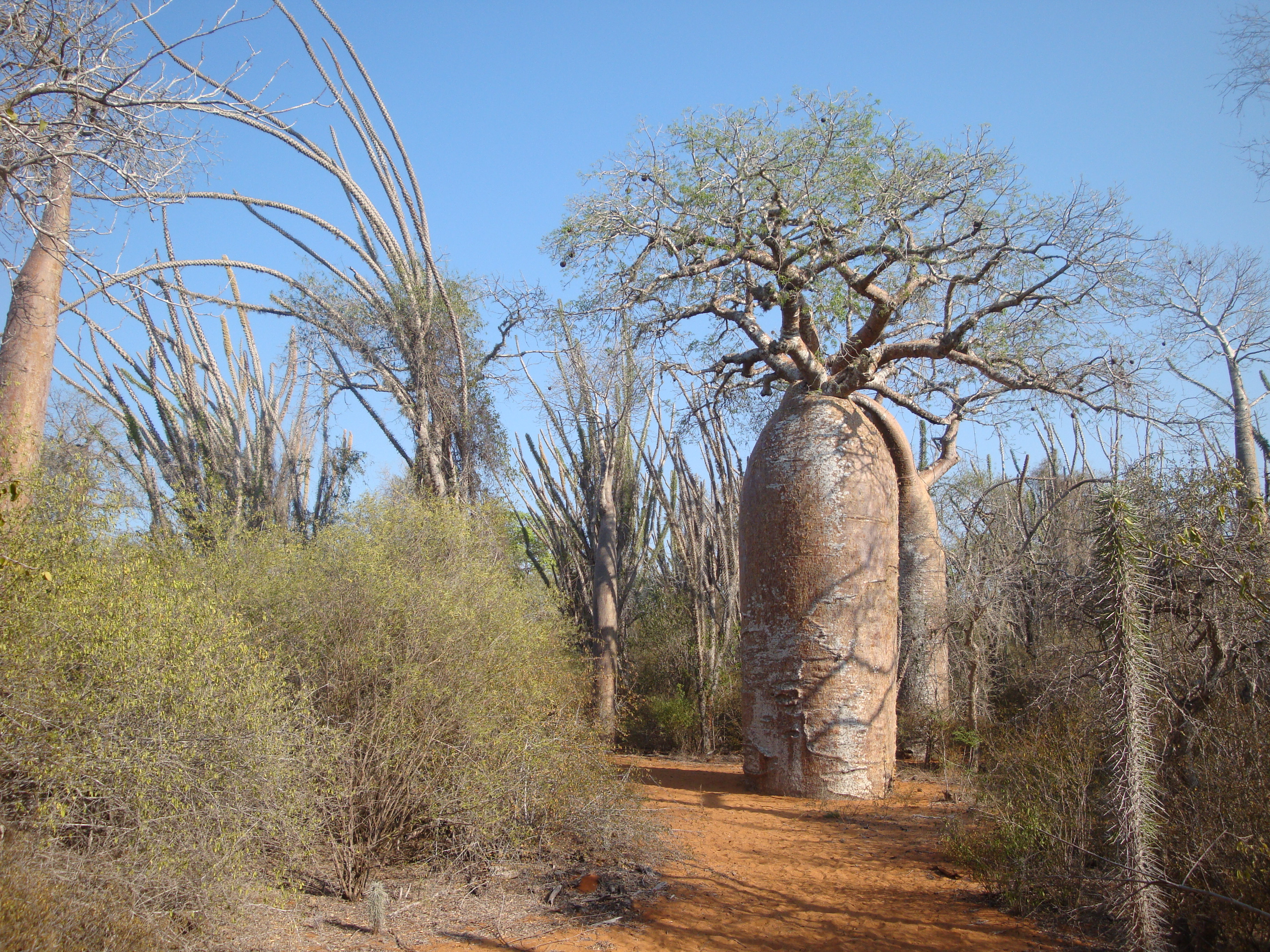
Forêt épineuse près d'Ifaty, avec un baobab du genre Adansonia.

Le Brachyptérolle à longue queue est considéré comme espèce « vulnérable » par l'Union internationale pour la conservation de la nature en raison de la disparition de son habitat et de la baisse de qualité de l'habitat restant. Il est également considéré comme le brachyptérolle le plus menacé. Trente pour cent de son habitat, déjà restreint, ont été dégradés entre le milieu des années 1970 et les années 2000. L'agriculture sur brûlis, la production de charbon de bois, l'exploitation forestière et le pâturage du bétail ont tous contribué au recul de celui-ci. En 2011, aucune réserve naturelle ne protège une quelconque partie de son habitat, et ce dernier est décrit comme la région de Madagascar ayant le plus besoin de mesures de conservation,. L'oiseau est également menacé par la chasse et la collecte des œufs. En plus des humains, les chiens chassent cette espèce, et le rat noir, introduit, est considéré comme un prédateur des couvées. Cette espèce est capable de tolérer une certaine perturbation de son habitat, mais nécessite une quantité appropriée d'ombre et de feuilles mortes pour vivre dans un lieu donné. Même si le Brachyptérolle à longue queue était assez courant au début du XXe siècle, sa population est entrée en déclin et l'oiseau est considéré rare dans les années 1960. En 2011, la population est estimée en déclin et comptant entre 9 500 et 32 700 individus.